# Alfred Weber
Alfred Weber, född 30 juli 1868 i Erfurt, provinsen Sachsen, död 2 maj 1958 i Heidelberg, var en tysk nationalekonom och sociolog. Han var professor i Heidelberg 1909–1933 och är främst känd för sitt arbete inom neoklassisk lokaliseringsteori (ekonomisk geografi). Han var yngre bror till Max Weber.